# شهرستان ساراسوتا (فلوریدا)
شهرستان ساراسوتا، فلوریدا (به انگلیسی: Sarasota County, Florida) یک سکونتگاه مسکونی در ایالات متحده آمریکا است که در فلوریدا واقع شده‌است.

## خصوصیات
شهرستان ساراسوتا ۱٬۸۷۷٫۷۵ کیلومترمربع مساحت دارد.